# Richard G. Stilwell

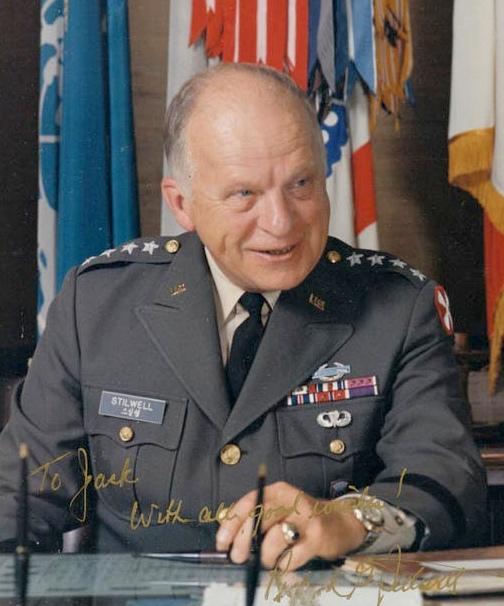
Richard Giles Stilwell

Richard Giles Stilwell  (* 24. Februar 1917 in Buffalo, Erie County, New York; † 25. Dezember 1991 in Falls Church, Virginia) war ein Viersterne-General der United States Army.
Richard Stilwell war der Sohn von William G. Stilwell (1891–1918) und dessen Frau Mina Frazer Hamilton (1889–1976). Er begann zunächst ein Studium an der Brown University in Providence im Bundesstaat Rhode Island. In den Jahren 1934 bis 1938 durchlief er die United States Military Academy in West Point. Nach seiner Graduation wurde er als Leutnant dem United States Army Corps of Engineers zugeteilt. In der Armee durchlief er anschließend alle Offiziersränge vom Leutnant bis zum Viersterne-General. Zu den von ihm absolvierten Schulen zählte unter anderen auch das United States Army War College (1955).
In seinen jüngeren Jahren absolvierte er den für Offiziere in den niederen Rangstufen üblichen Dienst in verschiedenen Einheiten und Standorten. Im weiteren Verlauf seiner Laufbahn kommandierte er Einheiten auf fast allen militärischen Ebenen. Zwischenzeitlich wurde er auch als Stabsoffizier eingesetzt. Noch vor dem Zweiten Weltkrieg an dem die Vereinigten Staaten ab Dezember 1941 teilnahmen war er auf Hawaii und dann in Texas stationiert. Im Jahr 1942 wurde er zum 315th Combat Engineering Battalion versetzt, wo er auf einen Kriegseinsatz vorbereitet wurde. Im Juni 1944 nahm er an der Operation Overlord der Landung der Alliierten in der Normandie teil. Im weiteren Verlauf des Krieges wurde er Stabsoffizier in der G3-Abteilung (Operationen) beim XXII. Korps. Dort verblieb er bis zum Kriegsende.
Im Januar 1946 wurde Stilwell Berater des Außenministeriums und von 1947 bis 1949 war er einer der Berater des amerikanischen Botschafters in Italien. Anschließend war er bis 1952 in verschiedenen Funktionen für die Central Intelligence Agency tätig. Im November 1952 wurde er mit dem Kommando über das 15. Infanterie-Regiment betraut und mit diesem im Koreakrieg eingesetzt. Danach war er militärischer Berater eines südkoreanischen Armeekorps. Nach seiner Rückkehr aus Korea war er für einige Zeit Dozent am Army War College. Es folgte eine erneute Versetzung in den Fernen Osten, wo er Stabsoffizier bei einer Sondermission im Auftrag des Präsidenten wurde. (Chief of Staff of a Presidential mission to the Far East).
Im Jahr 1956 wurde Richard Stilwell nach Rocquencourt in Frankreich ins dortige Alliierte Hauptquartier SHAPE versetzt, wo er bis 1958 Generalstabsaufgaben wahrnahm. Es folgte eine kurze Versetzung nach Deutschland. Zwischen 1959 und 1963 war er in verschiedenen Funktionen im Stab der Militärakademie West Point tätig. Zuletzt war er dort Führungsoffizier der Kadetten. Im weiteren Verlauf der 1960er Jahre wurde er drei Mal im Vietnamkrieg eingesetzt. Dort war er Stabsoffizier für Operationen und später Stabschef beim Hauptquartier der amerikanischen Truppen in Vietnam. Dann kommandierte er die amerikanischen Streitkräfte in Thailand. Zwischen August 1967 und April 1968 kommandierte Stilwell die 1. Panzerdivision. Später war er Kommandeur des US Provisional Corps Vietnam, das dann zum XXIV Korps umbenannt wurde.
Von 1969 bis 1972 war Stilwell Mitglied der amerikanischen Militärdelegation bei der UNO. Zwischen Oktober 1972 und August 1973 kommandierte er die 6. Armee, die ihr Hauptquartier im Presidio bei San Francisco hatte. Anschließend übernahm er bis 1976 das Kommando über die 8. Armee. Mit diesem Kommando waren auch der Oberbefehl über den United Nations Command und die US-Streitkräfte in Korea verbunden. Zwischen September und Dezember 1974 leitete er zudem noch kommissarisch das damalige Kommando United States Army Pacific, eine Vorgänger Organisation des heutigen Kommandos gleichen Namens. Nach dem Ende seines Kommandos über die 8. Armee ging Stilwell in den Ruhestand.
Zwischen 1981 und 1985 war Richard Stilwell in der ersten Reagan Administration stellvertretender Unterstaatssekretär im Verteidigungsministerium (United States Deputy Under Secretary of Defense). Dabei handelt es sich um einen ranghohen Beamten im Verteidigungsministerium. Danach war er bis 1986 Vorsitzender der Defense Security Review Commission und schließlich bis 1991 Vorstandsmitglied einer Veteranenorganisation des Koreakriegs. Richard Stillwell starb am 25. Dezember 1991 in Falls Church in Virginia und wurde auf dem Friedhof der Militärakademie West Point beigesetzt.

## Orden und Auszeichnungen
Richard Stilwell erhielt im Lauf seiner militärischen Laufbahn unter anderem folgende Auszeichnungen:
- Defense Distinguished Service Medal
- Army Distinguished Service Medal
- Silver Star
- Legion of Merit
- Distinguished Flying Cross
- Bronze Star Medal
- Air Medal
- Joint Service Commendation Medal
- Army Commendation Medal
- Purple Heart
- American Defense Service Medal
- American Campaign Medal
- Europe-Africa-Middle East Campaign Medal
- World War II Victory Medal
- National Defense Service Medal
- Korean Service Medal
- Armed Forces Expeditionary Medal
- Vietnam Service Medal
- United Nations Service Medal
- Army Meritorious Unit Commendation
- Navy Commendation Medal
- Vietnamese Cross of Gallantry
- Combat Infantryman Badge
- Croix de Guerre (Belgien)
- Croix de Guerre (Frankreich)
- Croix de Guerre (Luxemburg)

Hinzu kommen noch diverse Orden aus Italien, der Tschechoslowakei, Südkorea, Griechenland und Südvietnam.